# Station Jeziorna
Station Jeziorna is een spoorwegstation in de Poolse plaats Konstancin-Jeziorna.